# Sven Hassel
Sven Hassel, auch Sven Hazel, eigentlich Børge Willy Redsted Pedersen (* 19. April 1917 in Nyhuse, Frederiksborg Amt, Dänemark; † 21. September 2012 in Barcelona, Spanien), war ein dänischer Trivialautor.

## Leben
Børge Willy Redsted Pedersen war das älteste von sieben Kindern, der Vater arbeitete als Chauffeur, die Mutter als Putzfrau. Der Familienname wurde später zu Arbing geändert. Bereits 1931 verließ er ohne Abschluss die Schule. Die Aufnahmeprüfung für die Militärschule auf Schloss Kronborg (Kornetskolen) scheiterte 1936 an schwacher Leistung in Mathematik. 1938, als er wegen unbefugten Tragens einer Gardehusaren-Uniform bei der Polizei aktenkundig wurde, hatte er bereits Verbindung zur Dänischen Nationalsozialistischen Arbeiterpartei.
Im Mai 1941 nahm er an einem Lehrgang im Ausbildungslager der Waffen-SS in Sennheim (Elsass) teil. Er musste aber die Heimreise antreten, weil er im August in Kopenhagen zu 60 Tagen Gefängnis verurteilt worden war. Belegt ist weiter, dass sich Redsted Pedersen im Mai 1942 freiwillig zur Waffen-SS an die Ostfront meldete. Wegen unbefugten Tragens eines Ordens aus dem Spanienkrieg wurde er in ein Strafbataillon in der Ukraine versetzt. Nach einer Verwundung bei Charkiw im April 1943 und anschließendem Heimaturlaub beging er Fahnenflucht und tauchte unter. In Dänemark schloss er sich unter falscher Identität 1944 der HIPO an und war an Folter und „Ausgleichsmorden“ beteiligt. Im Januar 1945 enttarnt, saß er im Vestre Fængsel ein und wartete auf seinen Prozess vor einem deutschen Militärgericht. Mit Kriegsende 1945 lieferte er dem dänischen Widerstand Informationen zu seinen ehemaligen HIPO-Kameraden und kam ungeschoren davon. Bereits im folgenden Sommer wurde er wegen eines Raubüberfalls erneut inhaftiert.
In den 1950er Jahren veröffentlichte Redsted Pedersen erste Schriften. Er nahm den Autorennamen Hassel (in Dänemark „Hazel“, im slawischen Sprachraum „Hasel“) an.
Nach Enthüllungen des Journalisten Kringelbach emigrierte Hassel 1964 in das franquistische Spanien. Er ließ sich in Barcelona nieder und gründete dort den Verlag „Bellum“.

## Legenden und Theorien
Der Infolge von Arbeitslosigkeit wäre er als junger Mann nach Deutschland ausgewandert. Er hätte, nach eigenen und Verlagsangaben, die deutsche Staatsbürgerschaft erworben und sei 1938 als Freiwilliger in die Wehrmacht eingetreten. Dort wäre er in verschiedenen Einheiten vor allem an der Ostfront eingesetzt gewesen, wäre am Ende des Krieges in Gefangenschaft geraten und in mehreren Lagern inhaftiert gewesen.
1963 schrieb der dänische Journalist Georg Kringelbach, dass Hassel während des Krieges nicht, wie angegeben, wegen Desertion in einem Strafbataillon eingesetzt sei, sondern für einen dem SD ähnlichen dänischen Nachrichtendienst (ET) tätig gewesen war, der eng mit der dänischen „Hilfspolizei“ (HIPO) zusammenarbeitete. 1976 meinte der dänische Journalist Erik Haaest, dass Hassel Mitglied des „Schalburg-Korps“ gewesen sei.

## Zur literarischen Bedeutung
Insgesamt publizierte Hassel zwischen 1953 („De Fordømtes Legion“) und 1984 („Kommissæren“) 14 Romane. Viele wurden in andere Sprachen übersetzt, zwei auch ins Deutsche. Ihr ausschließliches Thema sind Ereignisse an den Fronten des Zweiten Weltkriegs. Hassel erreichte hohe Auflagen, die auf insgesamt mehr als 50 Millionen geschätzt werden. Er betonte stets, dass seine Schriften auf eigenem Erleben beruhen würden. Der dänische Historiker Claus Bundgård Christensen meinte 2011, dass Hassel nie an der Ostfront, bevorzugter Schauplatz der Bücher, gewesen sein könne, weil er den Krieg nicht auf realistische Weise schildere. Das sei „simpler Schwindel“. Hassels Romane seien ohne eigenen Erfahrungshintergrund.
Ähnlich sah es die New York Times, als sie aus Anlass des Todes von Hassel einen ausführlichen Nachruf publizierte. Sie verwies auf „fragwürdige Schlachtfeldszenarien“, in denen deutsche Soldaten morgens Angehörige der Roten Armee und am Nachmittag Angehörige des französischen Widerstands bekämpfen würden. Hassels Romane seien „Groschenliteratur“ („pulp fiction“) der 1960er und 70er Jahre für eine männliche Altersgruppe, für die heutzutage Computerspiele mit Kriegsthematik produziert würden.
Die beiden ins Deutsche übersetzten Romane (Die Galgenvögel – Kriegsbuch, 1965; Aktion Priesterkragen – Monte Cassino, 1966) erschienen im Verlag des mit „pseudo-historischen Darstellungen aus dem rechten Lager“ hervorgetretenen Publizisten und Verlegers Siegfried Kappe-Hardenberg. 1987 verfilmte der dänische Produzent Just Betzer Hassels Roman „Døden på larvefødder“ mit Oliver Reed und David Carradine unter zwei englischen Titeln („The Misfit Brigade“ bzw. „Wheels of Terror“). Der Film wurde zum Misserfolg.

## Schriften
- Die Galgenvögel – Kriegsbuch. Verlag Blick und Bild/S. Kappe KG, Velbert 1965, zuletzt Goldmann-Taschenbuch, München 1987. ISBN 3-442-08877-1.
- Aktion Priesterkragen – Monte Cassino. Verlag Blick und Bild/S. Kappe KG, Velbert 1966.